# Anobrium leuconotum
Anobrium leuconotum là một loài bọ cánh cứng trong họ Cerambycidae.